# Bosquet de l'Encelade

Le bosquet de l'Encelade est un bosquet de Versailles.

## Localisation
Le bosquet de l'Encelade est situé dans le jardin de Versailles, entre le bassin de Flore et le bassin d'Apollon. Il est délimité au Nord par l'allée de Cérès-et-de-Flore et à l'Ouest par celle d'Apollon.
Il est contigu au bosquet des Dômes et au bosquet de l'Obélisque.

## Histoire
Il a été créé en 1675 par Louis XIV et mis en œuvre par André Le Nôtre entre 1675 et 1678.
En 1678, un anneau octogonal en gazon et huit fontaines en rocaille furent installées autour de la fontaine centrale. Ces additions, ainsi que les marches reliant les huit fontaines en octogonal et surtout la galerie de treillage entourant le bosquet furent supprimées en 1706. La fontaine, avec le jet d'eau le plus haut de toutes les fontaines à Versailles 78 pieds (25,74 mètres), fut conçue comme une allégorie qui faisait allusion à la victoire de Louis XIV sur la Fronde. Une autre analyse, propose que la légende de la révolte des géants, suivie de leur écrasement par les dieux est utilisée par l'artiste pour symboliser la chute de Fouquet, surintendant de Louis XIV qui espérait régner comme Mazarin à la mort de celui-ci mais qui est écarté et, de fait, humilié par le roi.
En 1706, il est modifié par Jules Hardouin-Mansart qui transforme cet espace clos en carrefour ouvert, supprimant treillages, petits bassins et dénivellation d’origine.
En 1998, le bosquet de l'Encelade est restauré dans son état primitif par Pierre-André Lablaude, architecte en chef des monuments historiques.

## Description
Le bosquet est triangulaire, en son centre se trouve le bassin de l'Encelade, un bassin rond d'où surgit une statue de Gaspard Marsy en plomb doré qui représente Encelade, le chef de la révolte des géants, écrasé sous les rochers et se transformant en l'Etna. 
Berthier a fait les rocailles du bassin central imitant la lave du volcan. Tout autour, un octogone de pelouse est bordé par huit fontaines en pierre rocailleuse depuis 1678, de topiaires en formes d'amphores et de fleurs.
Une galerie octogonale en treillage en berceau entoure le bosquet, elle est ponctuée de quatre pavillons situés au milieu d'un côté, deux de ces pavillons (à l'Est et à l'Ouest) servent d'entrée et de sortie au bosquet. Chaque côté et chaque angle est percé d'une porte en plein-cintre, en regard des portes médianes sont des niches alternativement semi-circulaires et rectangulaires dans lesquelles sont disposés des bancs.

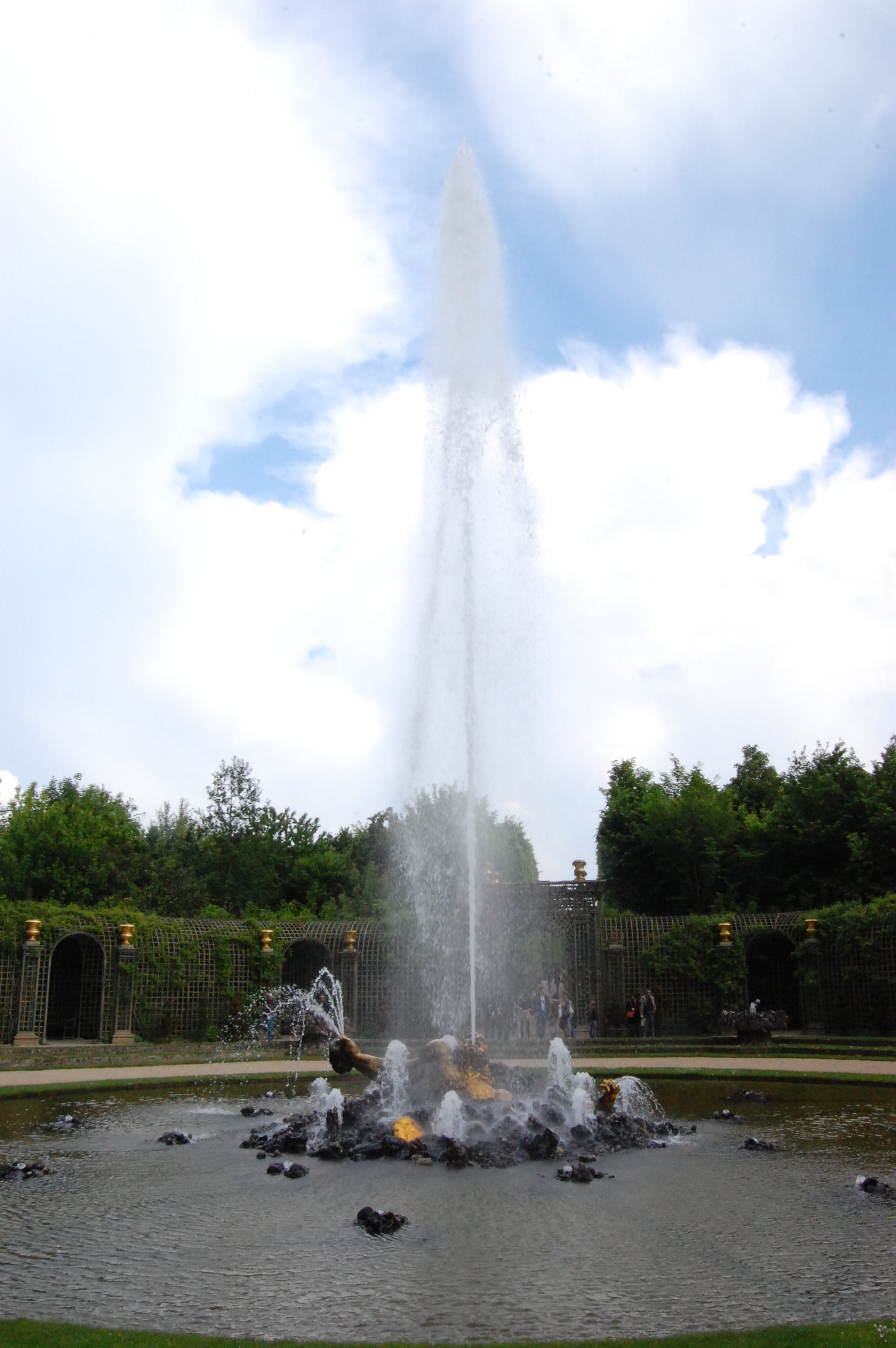
Jet d'eau de 78 pieds.
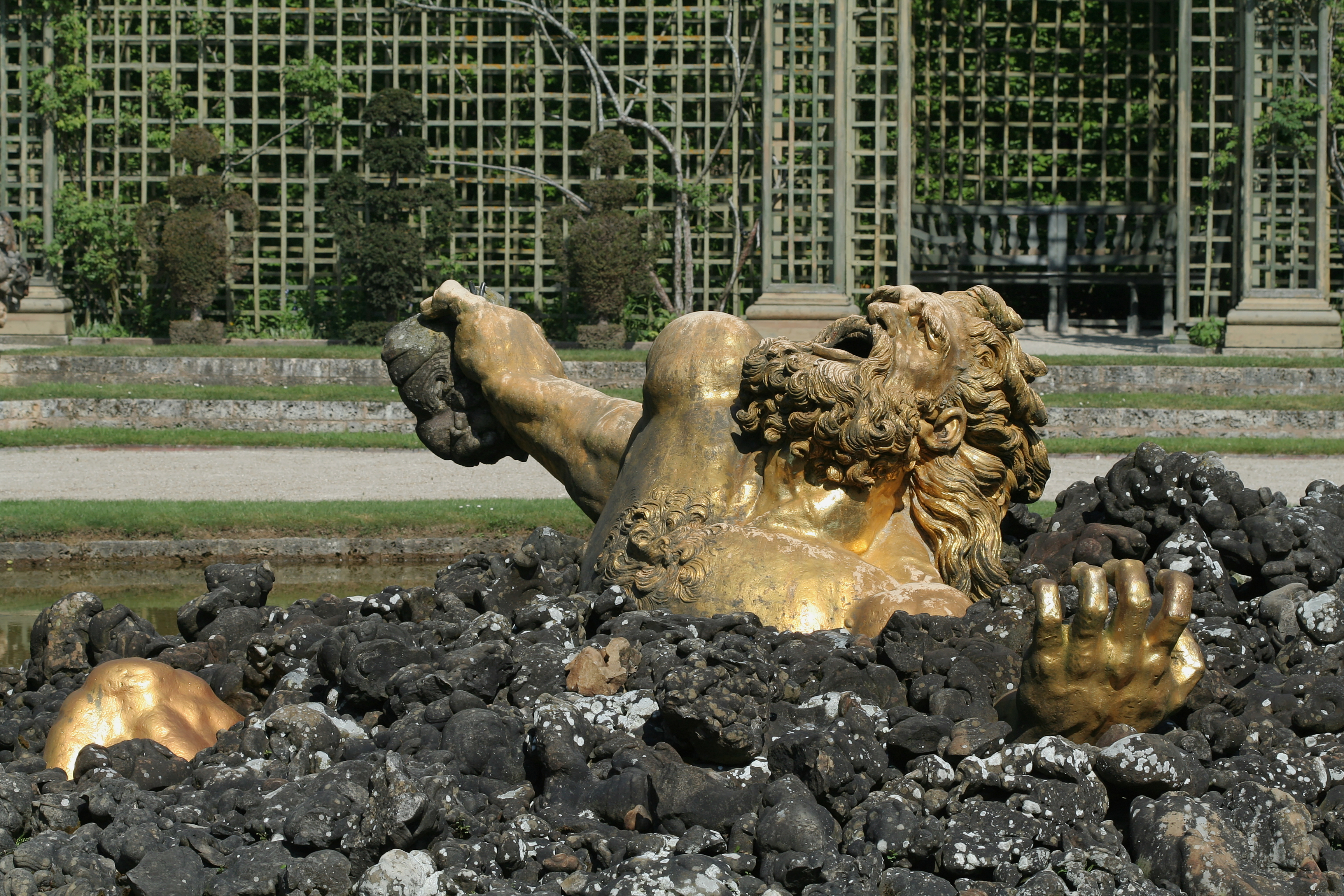
Encelade écrasé sous les rochers, par Gaspard Marsy, au centre de la fontaine.
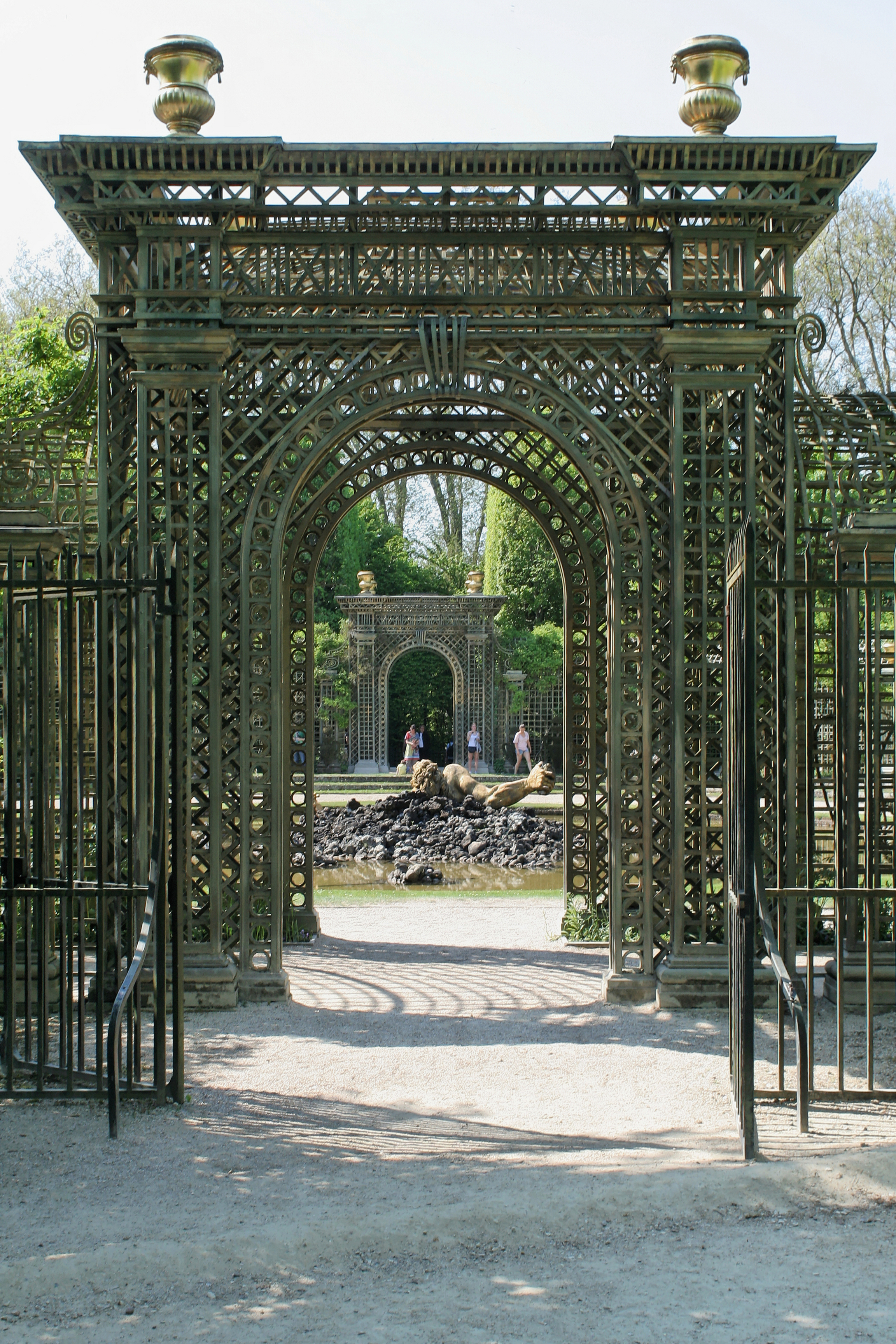
Pavillon d'entrée en treillage.
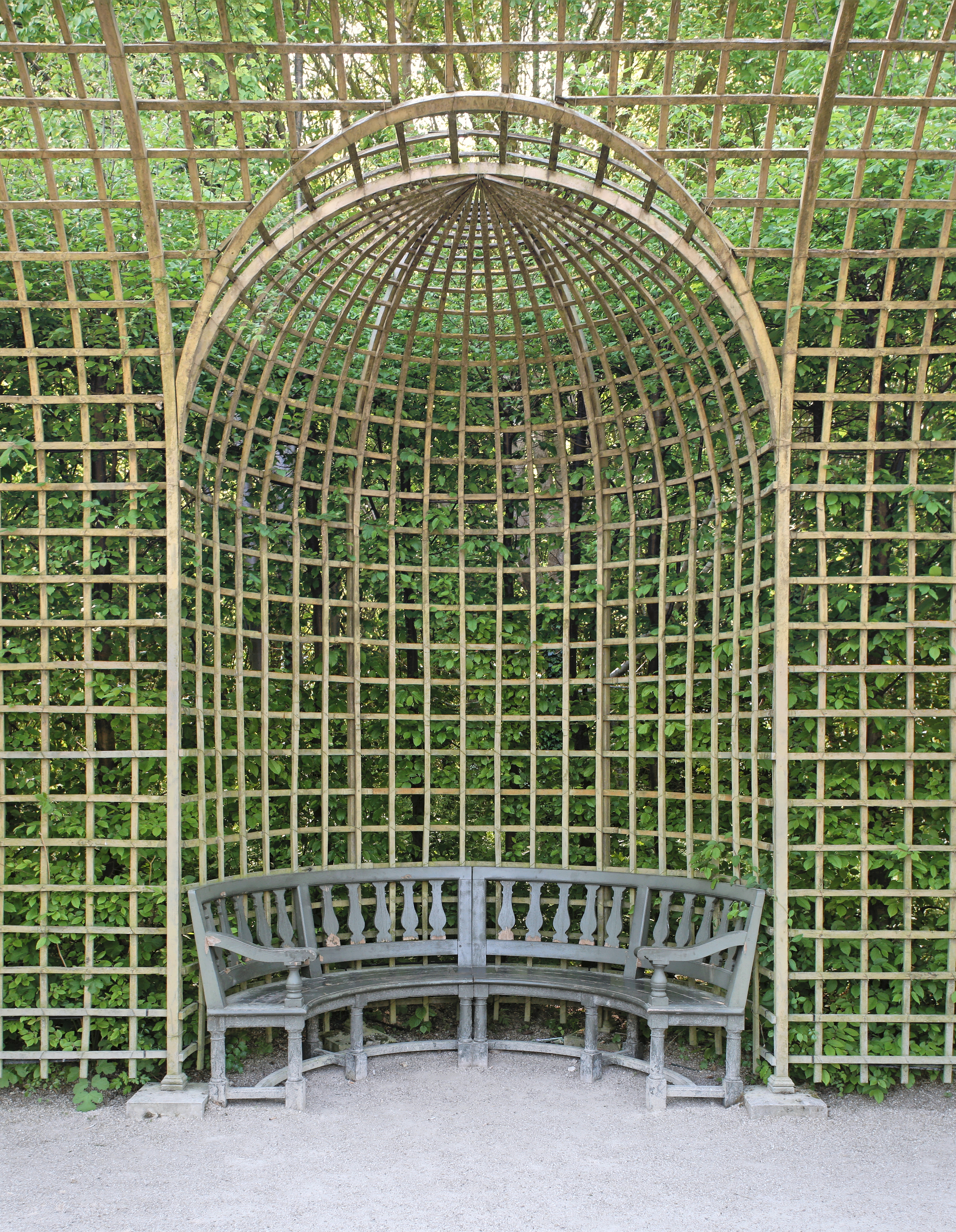
Niche de treillage.

## Visite en suivant les pas de Louis XIV
Le roi a rédigé plusieurs guides de visite des jardins de Versailles. Le dernier date des années 1702-1704 et on en possède l'original écrit de sa main :
On passera par Lancellade où on ne fera qu'un demy-tour.